# レオポルド3世 (ベルギー王)
レオポルド3世（フランス語: Léopold III、1901年11月3日 - 1983年9月25日）は、第4代ベルギー国王（在位：1934年 - 1951年）。

## 生涯

### 生い立ち

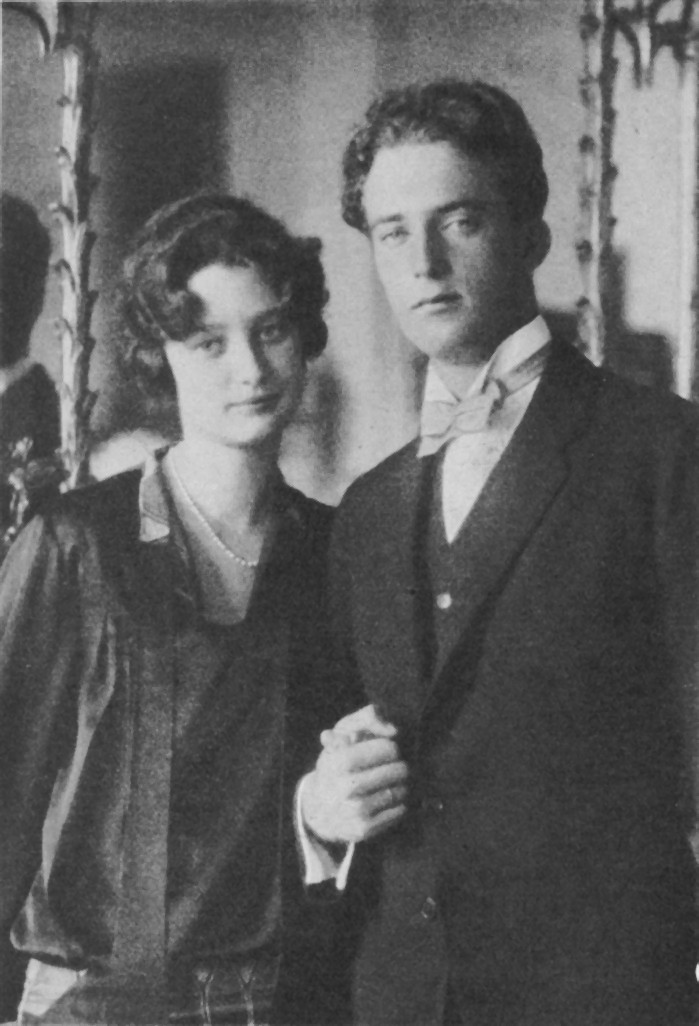
1926年9月21日。婚約相手のスウェーデン王女アストリッド・ド・スエードとともに

第3代ベルギー国王アルベール1世と王妃エリザベートの子としてブリュッセルに生まれる。
父王アルベール1世は北部のフランデレン地域と南部のワロン地域の対立を理解し、三国同盟及び三国協商の間で、ベルギーの統一を維持したいと考えていた。そのような情勢下、王家は代々フランス語を母語としていたが、アルベール1世は即位式での誓約を史上初めて仏蘭両言語で行い、その場で子女にフラマン語（オランダ語）を学ばせることを宣言した。
王太子時代に第12ベルギー連隊の兵士として第一次世界大戦を戦った。戦後の1919年、カリフォルニア州サンタバーバラの聖アンソニー神学校に入学した。
美男かつ優秀な人物であり、あらゆる面で弟のフランドル伯シャルル王子より優れていると、シャルル自身も認めるほどだった。
1926年11月4日、ストックホルムでスウェーデンのアストリッド王女（オスカル2世の三男ヴェステルイェートランド公カールの三女）と結婚した。

### 即位と王妃の薨去
父アルベール1世の崩御を受けて、1934年2月23日に即位した。レオポルド3世は即位式において宣誓だけでなく、挨拶も仏蘭両言語で行った。
1935年8月29日、国王と王妃がスイスのキュスナハトにある別荘近くの道をドライブ中、レオポルド3世が運転を誤り車がルツェルン湖に転落した。王妃はこの事故で薨去した。父と妃を相次いで失ったことに加え、同時期には王弟シャルルが平民の女性と結婚問題があり、レオポルド3世の反対により断念に至ったことから、関係が著しく悪化していた。
同年12月、英国王ジョージ5世よりガーター勲章を授与された。

### ファシズム台頭と独自外交
欧州では、1933年1月30日にヒトラーが首相に任命されて以降、10月21日には国際連盟脱退、1935年5月16日にはドイツ再軍備宣言とドイツを巡る情勢は急速に悪化していった。
また、ベルギー国内は1929年の世界大恐慌以降、議会制民主主義への批判が噴出し、政権が安定しなかった。
このような情勢下において、レオポルド3世は1920年に締結された仏白軍事協定によって、かえってドイツからの標的になると考え、1936年10月14日の閣議で、フランスへの従属から独自外交への政策転換を訴える。ベルギーもまた、対独融和政策をとり続けた。
国王の姿勢は、フランス側から「裏切り」と批判され、ドイツ側からは「フランスからの離反」と讃えられたのみならず、国内のフランデレン主義の活動家（アクティヴィスト）をも刺激する結果となった。

### 第二次世界大戦

#### 開戦初期
レオポルド3世は反ユダヤ主義者だった。1940年1月、政府に「1939年9月以降に不法入国したユダヤ人の数は30,000と見積もられるが、彼らへの訴追が充分になされていない」と主張した。第二次世界大戦におけるドイツ占領下では、何千ものユダヤ人、フランドル民族主義者などがフランスへ追放された。
1939年9月1日、ドイツのポーランド侵攻、9月3日に英仏両国が対独宣戦布告し第二次世界大戦が勃発した。翌1940年4月9日に、ドイツがノルウェーやデンマークに侵攻（ヴェーザー演習作戦）すると、ベルギーへの侵攻も確実視されるようになった。英仏両国は、ベルギーでドイツを食い止めるために、両国軍の常駐を依頼した。
しかし、レオポルド3世は中立への行き過ぎた考えから「ベルギーを守る/戦場にしない」ことにこだわり、国境にのみ常駐を認め、ベルギー領内で両国の兵士を見かけたら射殺すると表明した。これに対し、フランスのポール・レノー首相や、英国のウィンストン・チャーチル首相は、ともに国王の態度に呆れ、批判している。また、国王は、これを契機にベルギー国内で諜報活動の可能性のあるベルギー人及び外国人（独伊のみならず英仏も含む）を検挙させ、これにはドイツから迫害を逃れて亡命したユダヤ人も含まれた。

#### ベルギーの戦いと降伏

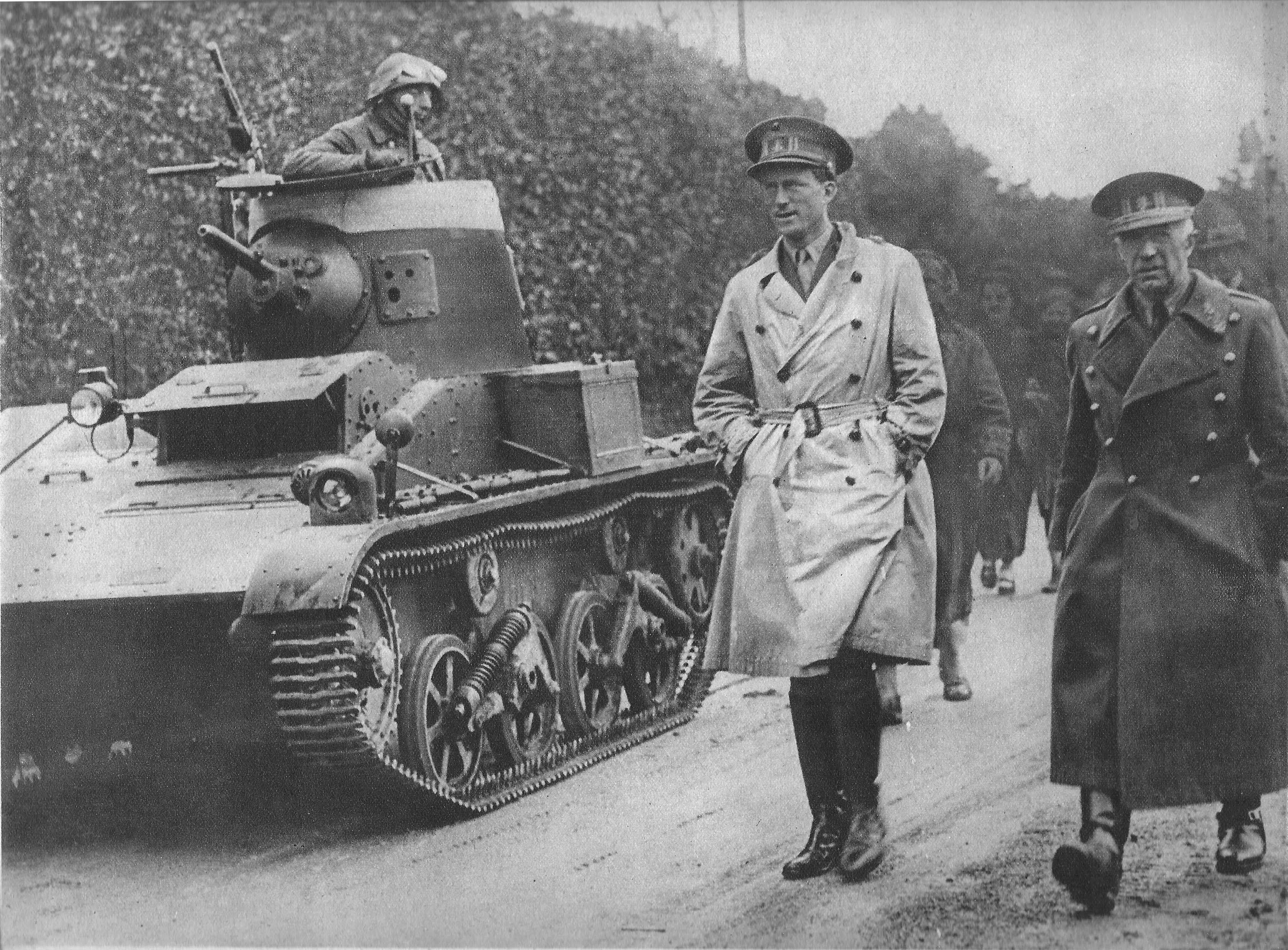
1940年5月半ば、ヴィッカース T-15軽戦車とともに

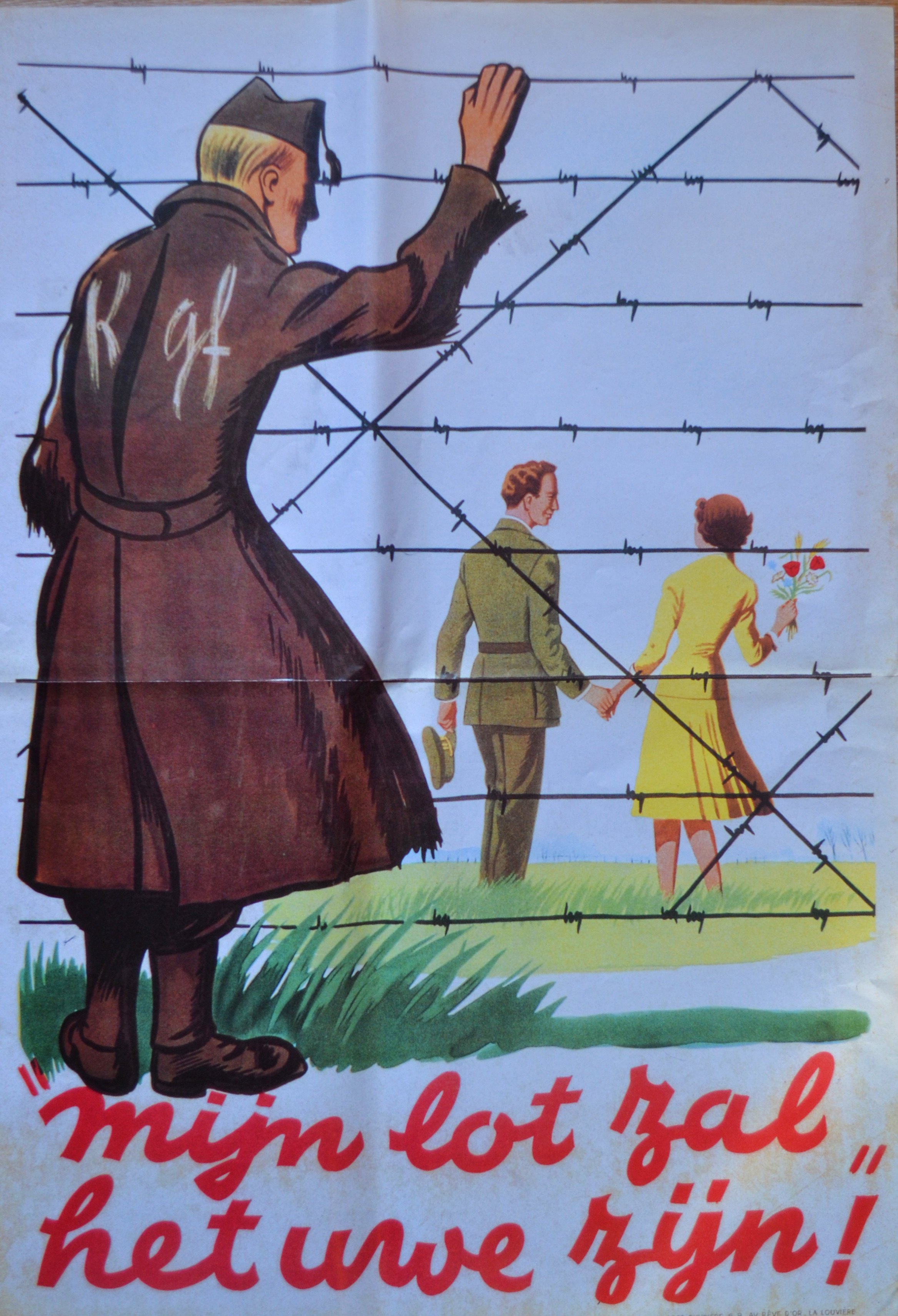
投票の際に作成されたプロパガンダポスターの一種、鉄条網の奥に国王とリリアン夫人らしき男女が描かれる

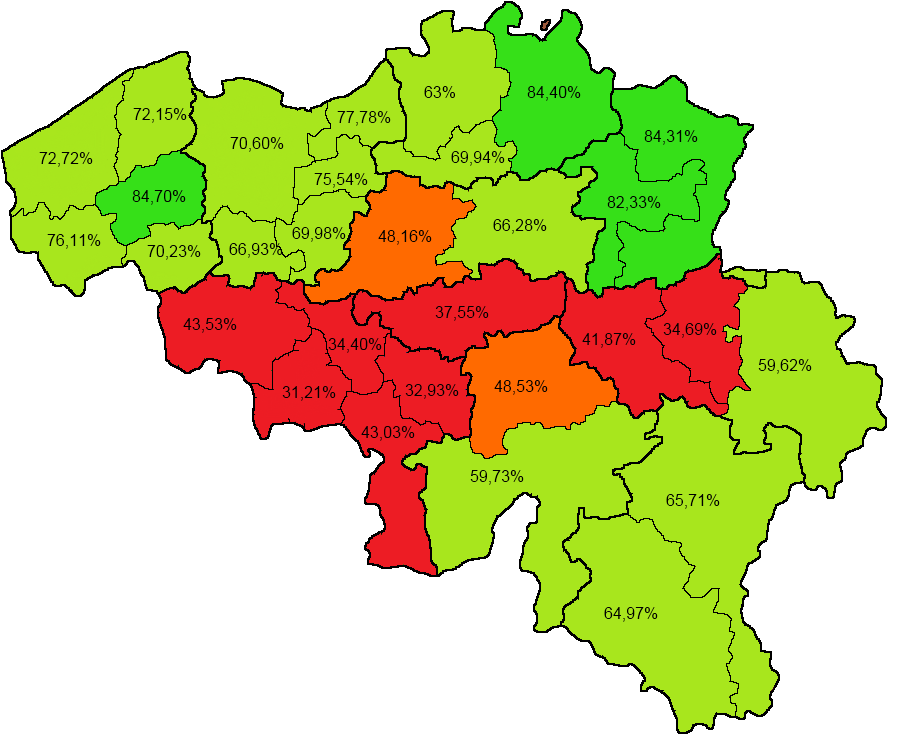
国民投票結果

1940年5月10日、ドイツ軍が宣戦布告無きまま、ベルギーに侵攻した（ナチス・ドイツのフランス侵攻の第一段階である『黄色作戦』）。初日にエバン・エマール要塞の戦いでベルギー最大の要塞を陥落させられると、ベルギー軍は撤退し、国王はダンケルクでの抗戦を呼びかけ、兵士を鼓舞した。
オランダやベルギーがドイツ軍（A軍集団）低地地方で迎撃する間に、ドイツ軍（B軍集団）はベルギー南部～フランス東部のアルデンヌ高地を越えて侵攻したため、白・仏・英各軍は分断された。5月12日、アニューの戦いで、白仏軍と独軍による大規模な戦車戦で、ベルギーは「驚くほどの勇敢さ」をもって抗戦し、ドイツの進撃を遅延させて、ダンケルクからの英派遣軍の大陸撤退（ダイナモ作戦）を可能にした。
5月25日、西フランデレントルホウトのウィネンダル城で、御前会議が開かれた。対独勝利の可能性があると信じた政府はフランスで亡命政府を組織して抗戦しようとした一方、国王は無条件降伏によりドイツ中心の新秩序の中でベルギーの立場を考えようとし、意見は一致しなかった。同日、英国王ジョージ6世に宛てた親書では、政府及び軍の最高責任者としてベルギーに留まることと、24日にジョージ6世が行った徹底抗戦を呼びかける演説に感銘を受けた旨を記した。ジョージ6世は政府と相談の上、亡命して抗戦するよう激励した。
5月27日、レオポルド3世はドイツとの交渉を開始し、翌5月28日にレオポルド3世は無条件降伏の要求を受諾。以後ラーケン宮殿に幽閉された。幽閉中の1941年、リリアン・バエルと再婚するが、彼女が平民であったため王妃とは認められることは無く、王位継承権も有しない（貴賤結婚）。しかし、後にこの結婚をヒトラーに祝福されたことが、強く批判される。
一方の閣僚達はフランス、さらにロンドンへ亡命し、レオポルド3世をベルギー亡命政府の国王とは認めないと宣言した。
駐白大使の栗山茂（5月19日にオステンドからパリへ避難）は、レオポルド3世の降伏は、英仏両国民と在英仏ベルギー人に対し「関ヶ原の戦における小早川秀秋の裏切りに似た或る種の印象」を与えたと認めつつ、裏切り者・親独派との批判に対しては疑問を呈した。またチャーチル英首相や英国世論は、レオポルド3世の降伏を裏切りとして非難した。しかし、ジョージ6世は、電撃戦で攻撃を受け亡命政権を樹立したオランダ王国、ルクセンブルク大公国がともに女性君主で軍の最高指揮官でなかったのに対し、レオポルド3世が最高指揮官として兵士や国民を見捨てて亡命できない事情を理解し、ガーター勲章を含む栄典を剥奪しなかった。
レオポルド3世はあくまで「中立」の意向であり、占領下のベルギーでナチスドイツの傀儡として国を統治することも拒否していた。

### 言語問題と政治宣言
1944年6月6日、ノルマンディー上陸作戦によって欧州戦線は転機を迎え、パリの解放を経て、9月2日に連合軍がベルギーへ侵攻（ベルギーの解放）。ベルギー亡命政府は、将来的に国王レオポルド3世が帰還することを前提に、9月21日に王弟シャルル王子（フランドル伯）を摂政に建てることを宣言した。ベルギー全土がドイツから解放されたのは11月3日だった。国王一家はドイツ及びオーストリアに移送された後、1945年5月に米軍によって解放された。
戦局が連合国優勢になりつつある1944年春、レオポルド3世は単独で政治宣言を起草していたが、連合軍が勝利した場合でも連合国に与することを拒否していた。また同宣言では、戦後ベルギーの課題が言語問題にあるとの危機感を示し、フランデレンとワロンを対等に扱い、かつ二言語を公用語とする必要性についても触れていた。しかし、国王は国を裏切ったと受け止められていたため、この宣言が国民から共感を受けることは無かった。

### 復位に対する論争
解放の翌年、1945年4月、左派系政党が国王の復位に反対を、カトリック系政党が復位に賛成を、それぞれ表明した。同年6月に、レオポルド3世自身が復位の意思を表明した。1946年、査問委員会はレオポルド3世を反逆罪に問わないと決定した。にもかかわらず、彼の愛国心を問う論争は続いた。
1949年の総選挙で、カトリック・自由党連立政権の誕生を受け、翌1950年3月、レオポルド3世の復帰の是非を問う国民投票が開催された。全体では、国民の57.6％が彼の復帰を支持した。
国王支持派と反国王派ははっきりと分かれており、反国王派の多くは社会主義者とワロン人で構成されていた（ベルギー南部のフランス系のワロン地域は50%未満の賛成しか得られなかった）。一方、国王の復帰を支持したのはキリスト教民主主義者とフラマン人だった（ベルギー北部のオランダ系のフランデレン地域では72％が賛成）。
このように地域及び民族の亀裂を露呈させたことで、ベルギー国内が分断の危機に陥った。7月にレオポルド3世が帰国すると、抗議行動の出迎えを受けた。ストライキは暴徒化し、憲兵隊との衝突で数人の犠牲者が出た。レオポルド3世は国家の分裂を避けて君主制を維持するため、20歳の息子ボードゥアンをベルギー国王として支持するよう命令を出し、1951年7月16日に退位した。

### 退位後

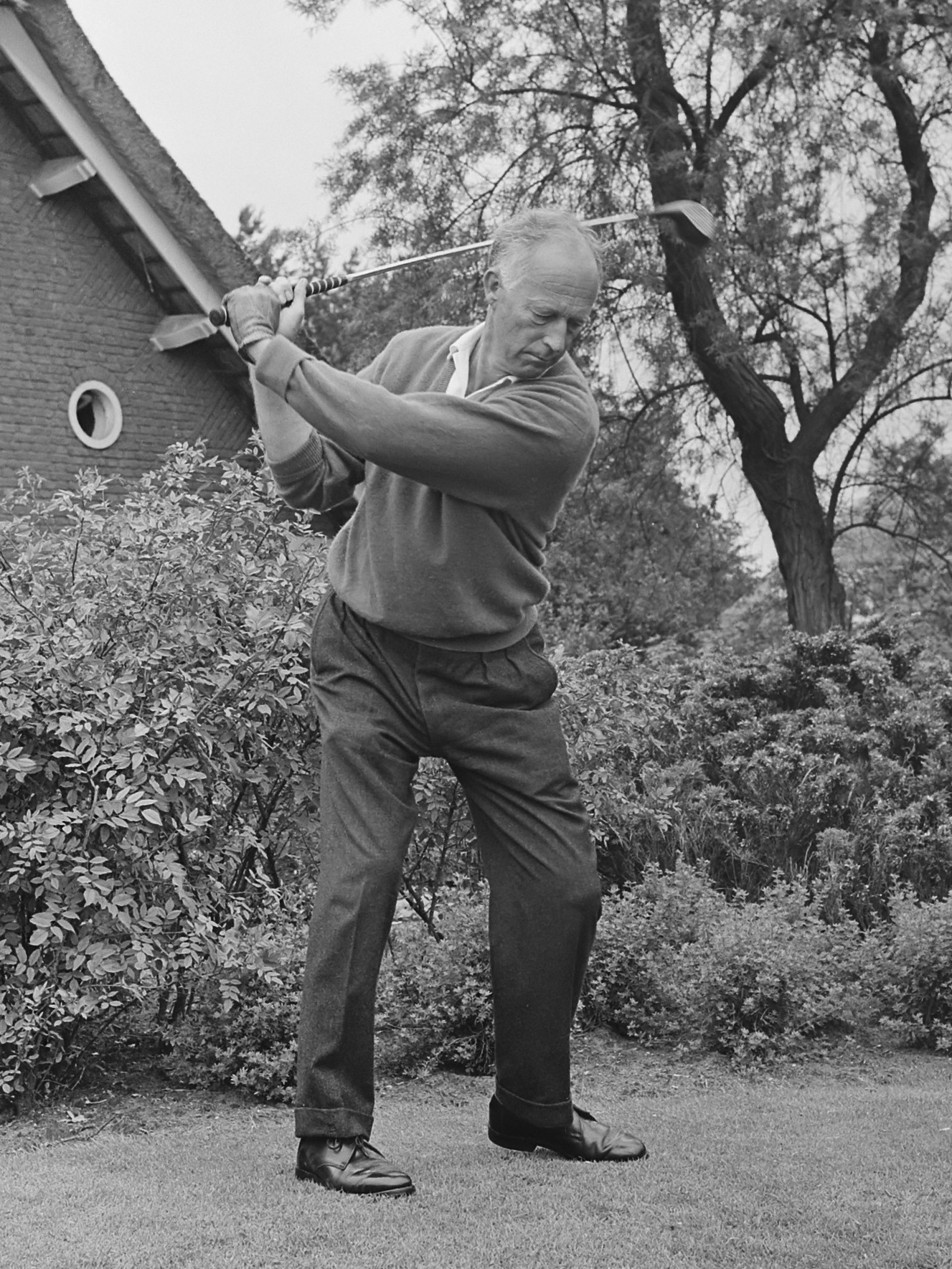
1963年撮影

退位後のレオポルド3世はアマチュアの社会人類学者として世界中を旅した。セネガルを訪れた際にはフランスの非植民地化プロセスを激しく批判した。
1952年2月6日、親友でもあった英国王ジョージ6世が崩御する。しかし大戦中の経緯から、英国内における反レオポルド感情はベルギー国内に優るとも劣らぬものだったため、2月15日に行われた国葬に参加することはできなかった。
1961年3月8日から17日まで非公式の観光旅行として日本を訪問し、皇太子明仁親王（当時）や高松宮宣仁親王による歓待を受けた。1966年1月12日、カンヌでリリアン夫人の運転する車に同乗していた際、衝突事故に巻き込まれ胸部を負傷した。
1983年、ウォルウェ＝サン＝ランベールで死去した。ラーケンのノートルダム・ド・ラーケン教会にアストリッド王妃と共に埋葬された。

## 家族
- アストリッド王妃との間に以下の2男1女を儲けた。
  - ジョゼフィーヌ＝シャルロット（1927年-2005年）- ルクセンブルク大公ジャン妃
  - ボードゥアン1世（1930年-1993年）- 第5代ベルギー国王
  - アルベール2世（1934年-）- 第6代ベルギー国王

- リリアン夫人との間に以下の1男2女を儲けた。
  - アレクサンドル（1942年 - 2009年）-
  - マリー＝クリスティーヌ（1951年 - ）
  - マリー＝エスメラルダ（1956年 - ）- ジャーナリスト、環境活動家[33]

## 系譜
| レオポルド3世 | 父: アルベール1世 (ベルギー王) | 祖父: フランドル伯 フィリップ・ウジェーヌ[2] | 曽祖父: レオポルド1世 (ベルギー王)[1]                         |
| レオポルド3世 | 父: アルベール1世 (ベルギー王) | 祖父: フランドル伯 フィリップ・ウジェーヌ[2] | 曽祖母: フランス王女 ルイーズ＝マリー                         |
| レオポルド3世 | 父: アルベール1世 (ベルギー王) | 祖母: マリア                                 | 曽祖父: ホーエンツォレルン＝ジグマリンゲン侯 カール・アントン |
| レオポルド3世 | 父: アルベール1世 (ベルギー王) | 祖母: マリア                                 | 曽祖母: バーデン大公女 ヨゼフィーネ                           |
| レオポルド3世 | 母: エリーザベト               | 祖父: バイエルン公 カール・テオドール        | 曽祖父: バイエルン公 マクシミリアン・ヨーゼフ[3]              |
| レオポルド3世 | 母: エリーザベト               | 祖父: バイエルン公 カール・テオドール        | 曽祖母: バイエルン王女 ルドヴィカ[4]                          |
| レオポルド3世 | 母: エリーザベト               | 祖母: マリア・ジョゼ[6]                      | 曽祖父: ミゲル1世 (ポルトガル王)                              |
| レオポルド3世 | 母: エリーザベト               | 祖母: マリア・ジョゼ[6]                      | 曽祖母: アーデルハイト[5]                                     |

1. [1]の姉マリー・ルイーゼ・ヴィクトリアは、英国のヴィクトリア女王の母。
2. [1]の娘、[2]の妹は、メキシコ皇后シャルロット。
3. [3]と[4]の娘は、オーストリア皇后エリーザベト。
4. [4]の姉は、オーストリア皇太后ゾフィー（オーストリア皇帝フランツ・ヨーゼフ1世、メキシコ皇帝マクシミリアンの母）。
5. [5]の娘、[6]の妹は、ルクセンブルク大公妃マリー＝アンヌであり、その娘が、シャルロット女大公。さらに、シャルロット女大公の息子ジャン大公と、レオポルド3世の娘ジョゼフィーヌ＝シャルロットが婚姻した。

### 系図
| （ザクセン＝コーブルク＝ゴータ家） |               |               |               |               |               |                            |                            |                            |                            |                            |                            |                          |                          |                          |                          |                          |                          |  |  |  |  |  |  |  |  |  |  |  |  |  |  |  |  |  |  |  |  |  |  |  |  |  |  |  |  |  |  |  |  |  |  |  |  |
|                                    |               |               |               |               |               |                            |                            |                            |                            |                            |                            |                          |                          |                          |                          |                          |                          |  |  |  |  |  |  |  |  |  |  |  |  |  |  |  |  |  |  |  |  |  |  |  |  |  |  |  |  |  |  |  |  |  |  |  |  |
| レオポルド1世                      |               |               |               |               |               |                            |                            |                            |                            |                            |                            |                          |                          |                          |                          |                          |                          |  |  |  |  |  |  |  |  |  |  |  |  |  |  |  |  |  |  |  |  |  |  |  |  |  |  |  |  |  |  |  |  |  |  |  |  |
|                                    |               |               |               |               |               |                            |                            |                            |                            |                            |                            |                          |                          |                          |                          |                          |                          |  |  |  |  |  |  |  |  |  |  |  |  |  |  |  |  |  |  |  |  |  |  |  |  |  |  |  |  |  |  |  |  |  |  |  |  |
|                                    |               |               |               |               |               |                            |                            |                            |                            |                            |                            |                          |                          |                          |                          |                          |                          |  |  |  |  |  |  |  |  |  |  |  |  |  |  |  |  |  |  |  |  |  |  |  |  |  |  |  |  |  |  |  |  |  |  |  |  |
| レオポルド2世                      | レオポルド2世 | レオポルド2世 | レオポルド2世 | レオポルド2世 | レオポルド2世 | （フランドル伯）フィリップ | （フランドル伯）フィリップ | （フランドル伯）フィリップ | （フランドル伯）フィリップ | （フランドル伯）フィリップ | （フランドル伯）フィリップ |                          |                          |                          |                          |                          |                          |  |  |  |  |  |  |  |  |  |  |  |  |  |  |  |  |  |  |  |  |  |  |  |  |  |  |  |  |  |  |  |  |  |  |  |  |
| レオポルド2世                      | レオポルド2世 | レオポルド2世 | レオポルド2世 | レオポルド2世 | レオポルド2世 | （フランドル伯）フィリップ | （フランドル伯）フィリップ | （フランドル伯）フィリップ | （フランドル伯）フィリップ | （フランドル伯）フィリップ | （フランドル伯）フィリップ |                          |                          |                          |                          |                          |                          |  |  |  |  |  |  |  |  |  |  |  |  |  |  |  |  |  |  |  |  |  |  |  |  |  |  |  |  |  |  |  |  |  |  |  |  |
|                                    |               |               |               |               |               | アルベール1世              |                            |                            |                            |                            |                            |                          |                          |                          |                          |                          |                          |  |  |  |  |  |  |  |  |  |  |  |  |  |  |  |  |  |  |  |  |  |  |  |  |  |  |  |  |  |  |  |  |  |  |  |  |
|                                    |               |               |               |               |               |                            |                            |                            |                            |                            |                            |                          |                          |                          |                          |                          |                          |  |  |  |  |  |  |  |  |  |  |  |  |  |  |  |  |  |  |  |  |  |  |  |  |  |  |  |  |  |  |  |  |  |  |  |  |
|                                    |               |               |               |               |               |                            |                            |                            |                            |                            |                            |                          |                          |                          |                          |                          |                          |  |  |  |  |  |  |  |  |  |  |  |  |  |  |  |  |  |  |  |  |  |  |  |  |  |  |  |  |  |  |  |  |  |  |  |  |
|                                    |               |               |               |               |               | レオポルド3世              | レオポルド3世              | レオポルド3世              | レオポルド3世              | レオポルド3世              | レオポルド3世              | （フランドル伯）シャルル | （フランドル伯）シャルル | （フランドル伯）シャルル | （フランドル伯）シャルル | （フランドル伯）シャルル | （フランドル伯）シャルル |  |  |  |  |  |  |  |  |  |  |  |  |  |  |  |  |  |  |  |  |  |  |  |  |  |  |  |  |  |  |  |  |  |  |  |  |
|                                    |               |               |               |               |               | レオポルド3世              | レオポルド3世              | レオポルド3世              | レオポルド3世              | レオポルド3世              | レオポルド3世              | （フランドル伯）シャルル | （フランドル伯）シャルル | （フランドル伯）シャルル | （フランドル伯）シャルル | （フランドル伯）シャルル | （フランドル伯）シャルル |  |  |  |  |  |  |  |  |  |  |  |  |  |  |  |  |  |  |  |  |  |  |  |  |  |  |  |  |  |  |  |  |  |  |  |  |
|                                    |               |               |               |               |               |                            |                            |                            |                            |                            |                            |                          |                          |                          |                          |                          |                          |  |  |  |  |  |  |  |  |  |  |  |  |  |  |  |  |  |  |  |  |  |  |  |  |  |  |  |  |  |  |  |  |  |  |  |  |
|                                    |               |               |               |               |               | ボードゥアン1世            | ボードゥアン1世            | ボードゥアン1世            | ボードゥアン1世            | ボードゥアン1世            | ボードゥアン1世            | アルベール2世            | アルベール2世            | アルベール2世            | アルベール2世            | アルベール2世            | アルベール2世            |  |  |  |  |  |  |  |  |  |  |  |  |  |  |  |  |  |  |  |  |  |  |  |  |  |  |  |  |  |  |  |  |  |  |  |  |
|                                    |               |               |               |               |               | ボードゥアン1世            | ボードゥアン1世            | ボードゥアン1世            | ボードゥアン1世            | ボードゥアン1世            | ボードゥアン1世            | アルベール2世            | アルベール2世            | アルベール2世            | アルベール2世            | アルベール2世            | アルベール2世            |  |  |  |  |  |  |  |  |  |  |  |  |  |  |  |  |  |  |  |  |  |  |  |  |  |  |  |  |  |  |  |  |  |  |  |  |
|                                    |               |               |               |               |               |                            |                            |                            |                            |                            |                            | フィリップ               |                          |                          |                          |                          |                          |  |  |  |  |  |  |  |  |  |  |  |  |  |  |  |  |  |  |  |  |  |  |  |  |  |  |  |  |  |  |  |  |  |  |  |  |